# Mesocinetus mongolicus
Mesocinetus mongolicus  (лат.) — ископаемый вид жуков рода Mesocinetus из вымершего семейства Mesocinetidae (надсемейство Scirtoidea). Обнаружены в нижнемеловых отложениях Центральной Азии (гурванэренская свита, Gurvan-Eren Fm., 8 км к северу от сомона Мянгад, Кобдосский aймак, Монголия).
Тело мелкого размера (длина около 2,6 мм, ширина 1,55 мм, длина надкрылий 2,10 мм). 
Переднеспинка спереди выпуклая, мезококсы соприкасающиеся, скошенные метакоксы почти достигают задний край 1-го вентрита; бедерные покрышки метакокс узкие.
Вид был впервые описан по отпечаткам в 1986 году советским энтомологом Александром Георгиевичем Пономаренко (Палеонтологический институт РАН, Москва, Россия). Типовой вид для рода Mesocinetus.
- Mesocinetus Kirejtshuk & Ponomarenko, 2010